# Baralla en un cafè
Baralla en un cafè (en castellà, Riña en un café) és una pel·lícula catalana dirigida pel barceloní de Sants Fructuós Gelabert el 1897 i és considerada com el primer film català i la primera pel·lícula de ficció rodada a l'Estat espanyol.

## Argument
A un casino de barri, dos amics es barallen per reclamar les atencions d'una bella ballarina, de la qual tots dos se n'han enamorat. A la fi posen pau i tots es donen la mà.

### La gestació del film
Fructuós Gelabert, el pioner cinematogràfic de Sants, acabava de fer les primeres proves experimentals, filmant breus escenes quotidianes, en la línia de les que havia vist dels germans Lumière, projectades l'any anterior a Barcelona, a la sessió que es va fer a la planta baixa del taller del fotògraf Napoleón. Aquests petits documentals els havia fet amb l'ajut del fotògraf Santiago Biosca, el qual tenia un taller d'òptica i aparells de fotografia a la Rambla de Santa Mònica. Biosca construí una rèplica de l'aparell inventat pels germans francesos. Gelabert, engrescat per les primeres experiències fílmiques, decidí que seria molt més interessant si podia mirar de fer una pel·lícula de ficció; tot i que per a tirar endavant aquesta empresa hauria de demanar ajut desinteressat a diverses persones, tot convencent-les que aparèixer a la pel·lícula seria per a elles tot un esdeveniment.
El film es va rodar íntegrament a un pati del Vapor Vell, fronterer al Casino de Sants. Santiago Biosca en seria el camera i els papers principals, juntament amb els pocs extres que hi apareixerien, serien interpretats per amics i clients habituals del mateix Casino.
Narrativa i estèticament, la pel·lícula seguia el modest estil de les primeres obres pioneres d'aquell temps, a les quals encara es desconeixia la descomposició de la narració en diversos plans, punts de vista diversos i d'altres elements que constituirien el naixement del futur llenguatge cinematogràfic. Tots els esdeveniments estan rodada en un sol pla general, amb la camera immòbil, al qual es desenvolupa l'acció representada pels actors.

### Presentació pública del film
Riña en un café fou presentada a un envelat que es va instal·lar, aprofitant la Festa Major de Sants, juntament amb Salida de los trabajadores de la fábrica "La España Industrial" i Salida del público de la Iglesia Parroquial de Santa Maria de Sants, les altres pel·lícules documentals que el mateix Gelabert havia rodat al llarg de l'any 1897, a més d'algunes còpies de les pel·lícules dels germans Lumière, com a complement.
Sembla que el públic restà bocabadat al llarg de tota la sessió però molt especialment amb Riña en un café, perquè al fet sempre excitant de veure com dues persones es barallen s'hi afegia l'evidència de què la baralla s'esdevenia a un lloc conegut per tot el barri.
Degut a l'èxit de la projecció, Fructuós Gelabert decidí dedicar-se plenament a la producció i exhibició de cinema.